# Coleobonzia landwehri
Coleobonzia landwehri är en spindeldjursart som först beskrevs av Frank Jason Smiley 1992.  Coleobonzia landwehri ingår i släktet Coleobonzia och familjen Cunaxidae. Inga underarter finns listade i Catalogue of Life.